# ボストチヌイ宇宙基地
ボストチヌイ宇宙基地（ボストチヌイうちゅうきち、ロシア語: Космодром Восточный、英語: Vostochny Cosmodrome）は、ロシア連邦が極東ロシアで運用する宇宙ロケットの発射場である。

## 概要
ソユーズ2ロケットとアンガラ・ロケットの2つの射点が建設される。アムール州のウグレゴルスクの南、スヴォボードヌイの北にあるスヴォボードヌイ宇宙基地跡地に位置している。近くの駅はシベリア横断鉄道のレデャーナヤ駅で、M58国道（チタ～ハバロフスク）も走っており、太平洋側からの輸送にも便利である。

## 沿革

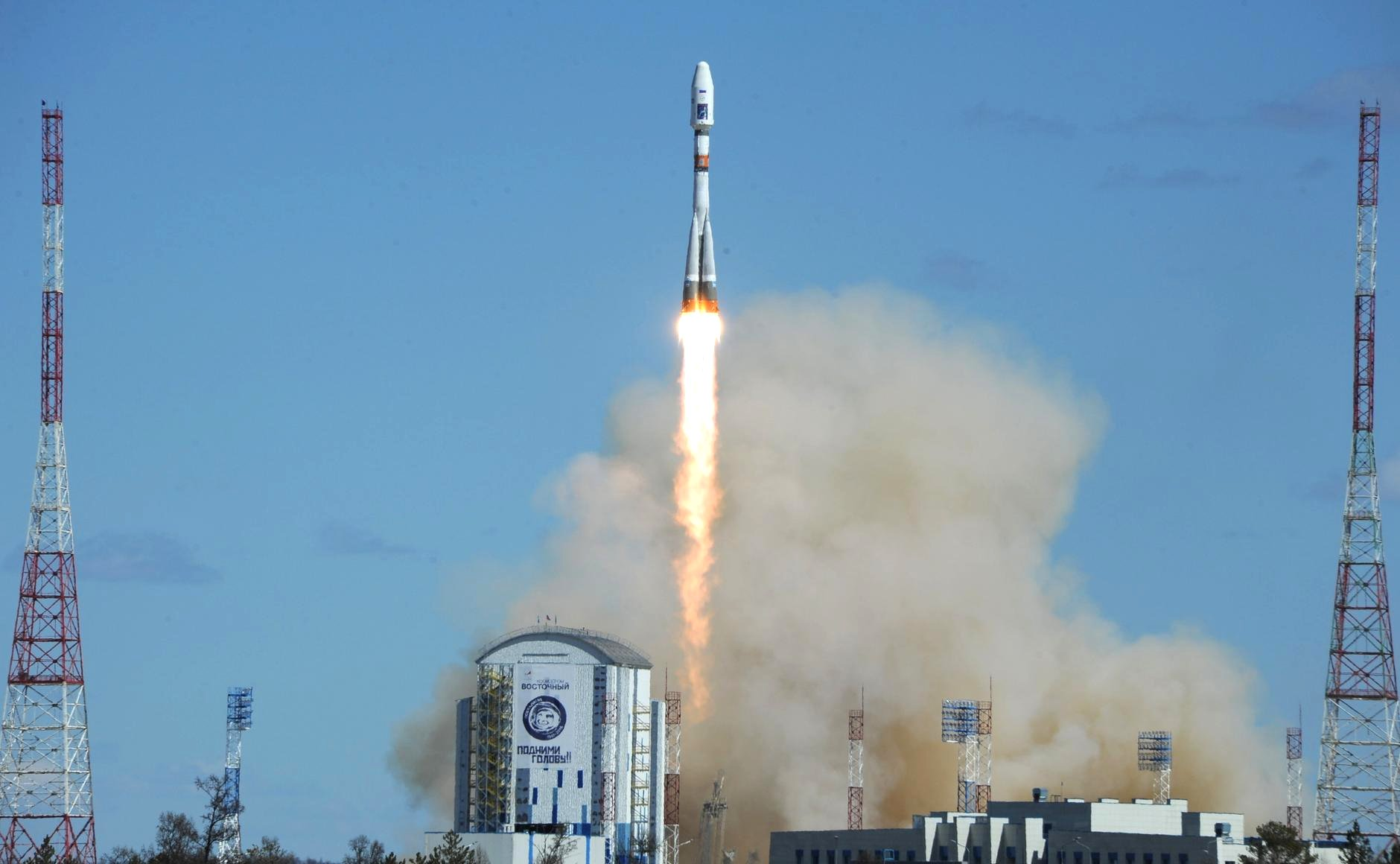
ボストチヌイ宇宙基地からのソユーズ-2.1Aの打ち上げ（2016年）

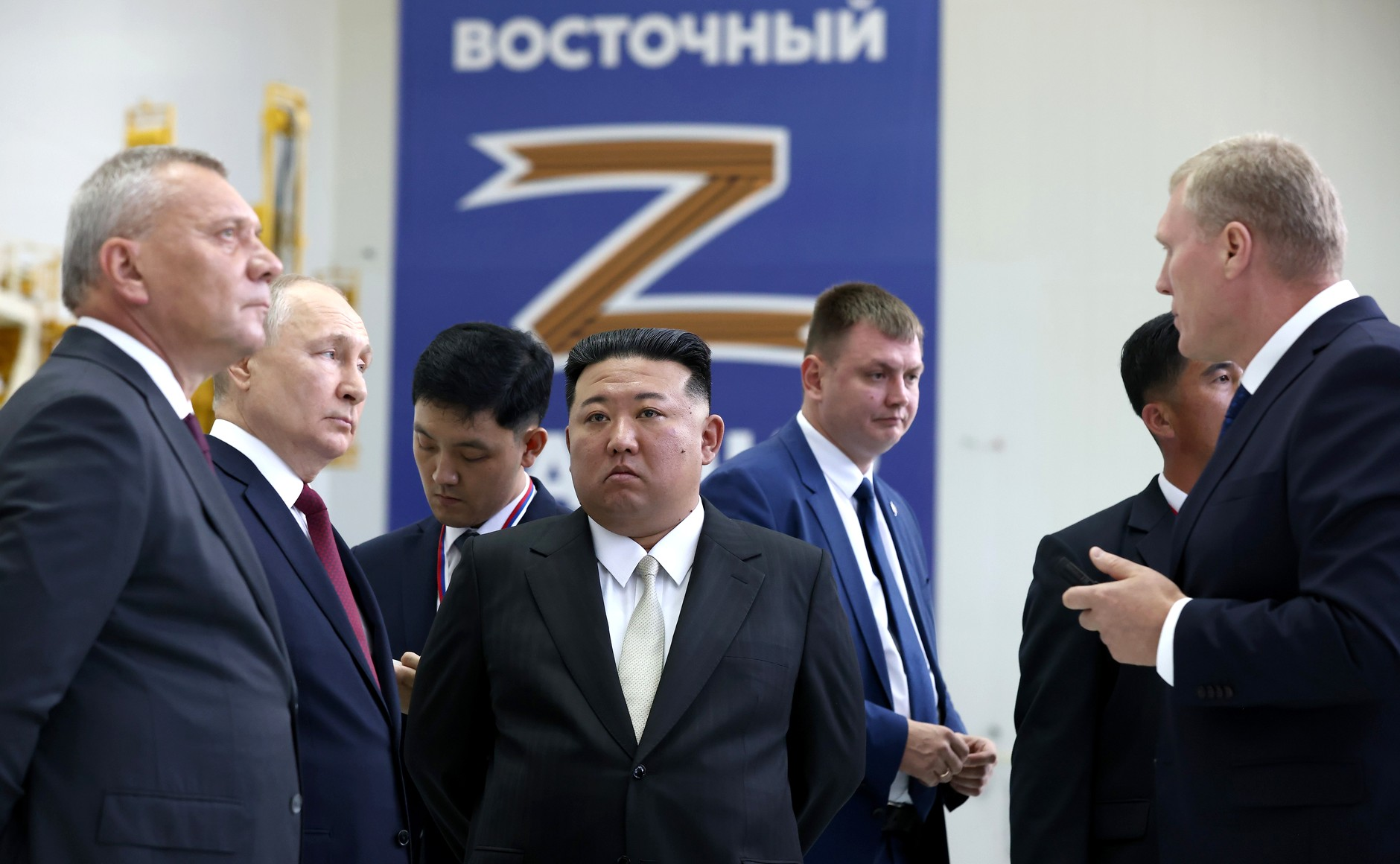
2023年、ボストチヌイ宇宙基地で会談中のウラジーミル・プーチン大統領（左から2番目）と金正恩総書記（中央）

ソビエト連邦の崩壊後、バイコヌール宇宙基地がカザフスタンの領域となったため、ロシアは毎年1億1500万ドルの使用料をカザフスタンに支払い、基地を使用してきた。しかし近年、プロトンロケットの打ち上げ失敗等から風当たりが強くなり、また、ロシアの自立性をより高めるため、スヴォボードヌイ宇宙基地（財政難のため2007年に廃止された）の跡地にボストチヌイ宇宙基地の建設が決定された。ボストチヌイはロシアのロケットの打上げの45%を担当する予定で、2020年からは有人打上げは全てこちらに移行する。バイコヌールからの打ち上げ比率は、65%から11%にまで下がる予定。
この宇宙基地には、ロシアの技術者が建設・運営に関わっている南米ギアナ宇宙センターのソユーズ発射台 (ELS) および韓国の羅老宇宙センターの経験が生かされる。また費用削減のためにバイコヌール宇宙基地にあるような防衛用の軍事施設は建設されない。
当初、最初の無人ロケット打ち上げが2015年、有人宇宙船打上げが2018年に行われ、同宇宙基地が完全に完成するのは2018年となる予定であったが、予算配分をめぐる対立から着工の遅れが報じられたこともあった。よって、基地の完成は遅れる可能性があるものの、無人ロケットについては2018年までに複数回の打ち上げが既に行われている。2016年4月28日、現地入りしたプーチン大統領が見守る中、第1号となるソユーズ 2.1aロケットの打ち上げを実施、人工衛星投入に成功している。
2015年4月6日、建設会社からの給料の支払いが滞っていることを理由に労働者がストライキを起こしていることが報じられた。約200名の労働者に対して4ヶ月以上に亘り給料が支払われておらず、4月4日から100名を超える労働者が職場を放棄、26名がハンガー・ストライキをする事態に陥った。
上記の給与遅配・未配もあり、大型ロケット打ち上げ施設は完成が遅れている。一方で、基地建設に関連して総額約110億ルーブルを超える規模の不正支出事件が摘発されて2019年に58人が有罪判決を受けた。
2023年9月13日には、北朝鮮の金正恩総書記（国務委員長）が訪問。ウラジーミル・プーチン大統領との会談の会場となった。